# Gyaritus quadridentatus
Gyaritus quadridentatus là một loài bọ cánh cứng trong họ Cerambycidae.